# Pilularia
Pilularia или Pillwort је род необичних папрати породице Marsileaceae распрострањених у северним регионима, етиопских планина и на јужној хемисфери у Аустралији, Новом Зеланду и западној Јужној Америци .
У зависности од таксономског ревизора, род садржи између 3 и 6 врста малих биљака са нитима сличним листовима и пузећим ризомима. Спорангије се рађају у сферним спорокарповима („пилулама“) који се формирају у пазуху листова. Pilularia minuta из југозападне Европе једна је од најмањих папратњача.

## Списак врста
Недавни радови из лабораторија Приер прихватили су четири врсте Pilularia, и пету нову врсту, Pilularia novae-zealandiae, која припада врсти Pilularia novae-hollandiae. Поред тога, описана je још једна врста, Pilularia dracomontana из Јужне Африке.
- pilularia americana А. Браун (American pillwort)
- Pilularia globulifera Лине (pillwort)
- Pilularia minuta'' Durieu (least pillwort)
- Pilularia novae-hollandiae А. Браун (austral pillwort)
- Pilularia dracomontana N. R. Crouch & J. Wesley-Smith (Dragon-Mountain pillwort)